# Erwachsenenbildungszentrum Kaunas
Das Erwachsenenbildungszentrum Kaunas (lit. VšĮ Kauno suaugusiųjų mokymo centras, KSMC) ist ein staatliches allgemeinbildendes Gymnasium in der litauischen zweitgrößten Stadt Kaunas, die größte Organisation für Erwachsenenbildung in Litauen. Die Rechtsform ist viešoji įstaiga. Im Zentrum befindet sich das Museum für Geschichte der Erwachsenenbildung in Litauen. Es wird auch im Gefängnis Kauno tardymo izoliatorius gelehrt. Das Zentrum arbeitet in zwei Schichten. Es gibt eine Abteilung für Fernbildung.

## Geschichte
Am 15. August 1997 wurden die 1. Erwachsenenbildungschule Kaunas und die 2. Erwachsenenbildungschule (in Šančiai und Petrašiūnai) aufgrund Vorstand-Beschluss (Nr. 482 vom 24. Juni 1997) der Stadtgemeinde Kaunas reorganisiert. Im Februar 1999 bekam das Zentrum dazu neue Räume in Aleksotas. Im Schuljahr 2004/2005 lernten 2999 Schüler, 2005/2006 etwa 2.398 Schüler, 2010/2011 etwa 1579 Schüler und 2011/2012 etwa 1052 Schüler. 2011 gab es 174 Mitarbeiter.
Im Mai 2012 wurde die Mittelschulbildung vom Bildungsministerium Litauens akkreditiert. Im Schuljahr 2011/2012 wurden 304 Reifezeugnisse an die Abiturienten und 109 Hauptschulabschluss-Zeugnisse ausgestellt. Im Juli 2012 bestätigte der Rat der Stadtgemeinde Kaunas die Schulsatzung. Im August 2012 wurde das Zentrum zur formalen Berufsbildung zugelassen. Im Zentrum wurden Klassenzimmer für Nähen, Stricken, Fotografie, Holzarbeiten und Keramik eingerichtet. 2012/2013 lernten 951 Schüler in 24 Klassen.